# Inducks
International Network of Disney Universe Comic Knowers and Sources (sigla: I.N.D.U.C.K.S. ou Inducks) é uma base de dados mundial, cujo objetivo é catalogar todas as publicações e todas as histórias em quadrinhos da Disney ao redor do mundo.
Há informações diversas neste banco de dados como datas de publicação, conteúdo, dados específicos sobre cada história como quem escreveu, desenhou, arte-finalizou, traduziu, coloriu, letreirou. Há também o título original, personagens que fazem parte da história, número de páginas, etc. Os coordenadores brasileiros são Arthur Faria Jr. e Fernando Ventura.
O projeto é utilizado largamente pelas editoras licenciadas pela Disney. No Brasil, a redação Disney da Editora Abril utiliza o Inducks para pesquisa, seleção de histórias e publicação dos créditos dos autores das histórias nacionais e estrangeiras (eventualmente confrontando os dados do seu arquivo editorial).
Antigos artistas Disney tem contribuído com o projeto, enviando créditos e corrigindo dados.

## Números
Total de Histórias(até 14 de Outubro de 2011): 139 405
- com roteiristas adicionados: 115 845 (83,1%)
- com desenhistas adicionados: 125 743 (90,2%)

Total de edições brasileiras(até 18 de Junho de 2018): 9.589
- indexadas: 8 846
- não indexadas: 743

Histórias brasileiras no Inducks (até Dezembro de 2009): 7.390
- de roteiristas conhecidos: 3 453 (47%)
- de desenhistas conhecidos: 5 697 (77%)
- de arte-finalistas conhecidos: 981 (13%)

## Tipos de informações sobre cada história no Inducks
- Quem fez o roteiro
- Quem fez o desenho
- Quem fez a arte-final
- Quem fez a cor (pode mudar em diferentes publicações)
- Quem fez o letreiramento (pode mudar em diferentes publicações)
- Em qual edição, nacional ou estrangeira a história foi publicada
- Código editorial da história (pode ter sido reformatado para o Inducks)
- Títulos originais, de republicações ou estrangeiros
- listas dos personagens (principais e secundários) de cada história
- número de páginas
- layout de tiras